# Charles D. Kaier
Charles D. Kaier, Geburtsname Anselm Troian Kaier, (* 6. März 1837 in Binningen, Großherzogtum Baden; † 1899) war ein deutscher Brauer und Gründer der Charles D. Kaier Company.

## Biographie
Kaiers Eltern waren der Schmied Andreas Kaier und Cresentia Kaier (geb. Wittmer). Er emigrierte mit ihnen und seinen vier Geschwistern in die USA im Jahr 1857. Die Familie ließ sich in Norristown im Bundesstaat Pennsylvania nieder. Kurz nach ihrer Ankunft änderte Kaier seine Vornamen Anselm Troian zu Charles D.
Später zog er nach St. Clair, um dort eine Stelle als Bäckerlehrling anzutreten. Mit dem Beginn des amerikanischen Bürgerkriegs verpflichtete sich Kaier am 24. April 1861 in der Pennsylvania Volunteer Infantry Company. Nach drei Monaten Dienst wurde er am 29. Juli 1861 ehrenhaft entlassen. Er zog daraufhin nach Mahanoy City und fand eine Anstellung als Handelsvertreter für die Bergner and Engel Brewery aus Philadelphia.
1862 gründete er The Chas. D. Kaier Company, ein Unternehmen, das als Abfüller, Verpacker und Vertreiber für verschiedene Whiskeydestillerien und Brauereien tätig war. 1880 überredete Kaier seinen noch in Deutschland lebenden Cousin Franz Kaier, ebenfalls auszuwandern und als Braumeister für ihn zu arbeiten. Dies markierte den Beginn der eigenständigen Brautätigkeit der Chas. D. Kaier Company.
Neben seiner Tätigkeit im Braugeschäft hielt Kaier zeitweise auch das Amt des Präsidenten einer lokalen Bank. Er besaß größere Anteile an der Anthracite Light, Heat & Power Company. Im Rahmen seiner Geschäftstätigkeit erstand er das Opernhaus in Mahanoy City, ein Hotel mit Restaurant und über vierzig Lokale.
Kaier starb im Jahr 1899. Die Leitung seines Unternehmens ging an Kaiers Ehefrau Margaret, die sie an ihre Kinder Mary und Charles übergab. Die Chas. D. Kaier Company verblieb trotz verschiedener Kaufangebote im Besitz der Familie und überstand die Zeit der Prohibition, in welcher man sich sowohl mit legaler als auch illegaler Alkoholherstellung über Wasser hielt. Trotz eines weiteren Wachstumsschubs nach Ende des Zweiten Weltkriegs musste die Charles D. Kaier Company 1966 verkauft und zwei Jahre später geschlossen werden.

## Familie
Kaier heiratete am 8. Januar 1863 die Lehrerin Margaret Curry (* unbekannt; † 1913), eine Tochter irischer Immigranten. Das Paar hatte sieben Kinder, die das Erwachsenenalter erreichten:
- Ella
- Josephine
- Margaret
- Mary
- Cresentia
- Charles F.
- Amelia

Drei weitere Kinder verstarben früh: Bridget, Anna und Troian Anselm.
Die Ehemänner der Töchter Josephine, Margaret und Mary arbeiteten zeitweise in Kaiers Unternehmen.